# تیرنیائوز
شهر تیرنیائوز (به روسی: Тырныауз) در کشور روسیه و در جمهوری کاباردینو-بالکاریا واقع شده‌است.